# Dalgety
Dalgety (75 habitants) est un hameau du sud de la Nouvelle-Galles du Sud, en Australie, sur les rives de la Snowy River, dans la région de Monaro à l'est des Snowy Mountains de la cordillère australienne. Il est situé à 452 km au sud-ouest de Sydney.
En 1903, Dalgety est considéré comme site de la nouvelle capitale australienne. Ce choix prend en compte son climat, le terrain fertile autour, les possibilités de nationalisation et son potentiel de soutenir de grandes industries. Il est nommé donc dans le Seat of Government Act 1904. Présageant la future rivalité entre Melbourne et Sydney, la décision est immédiatement contestée par le Parlement de la Nouvelle-Galles du Sud qui soutient que Dalgety est proche de Melbourne et trop loin de Sydney. En plus, il est loin du chemin de fer Sydney-Melbourne, ce qui impliquerait un coût majeur de construction d'une ligne supplémentaire.

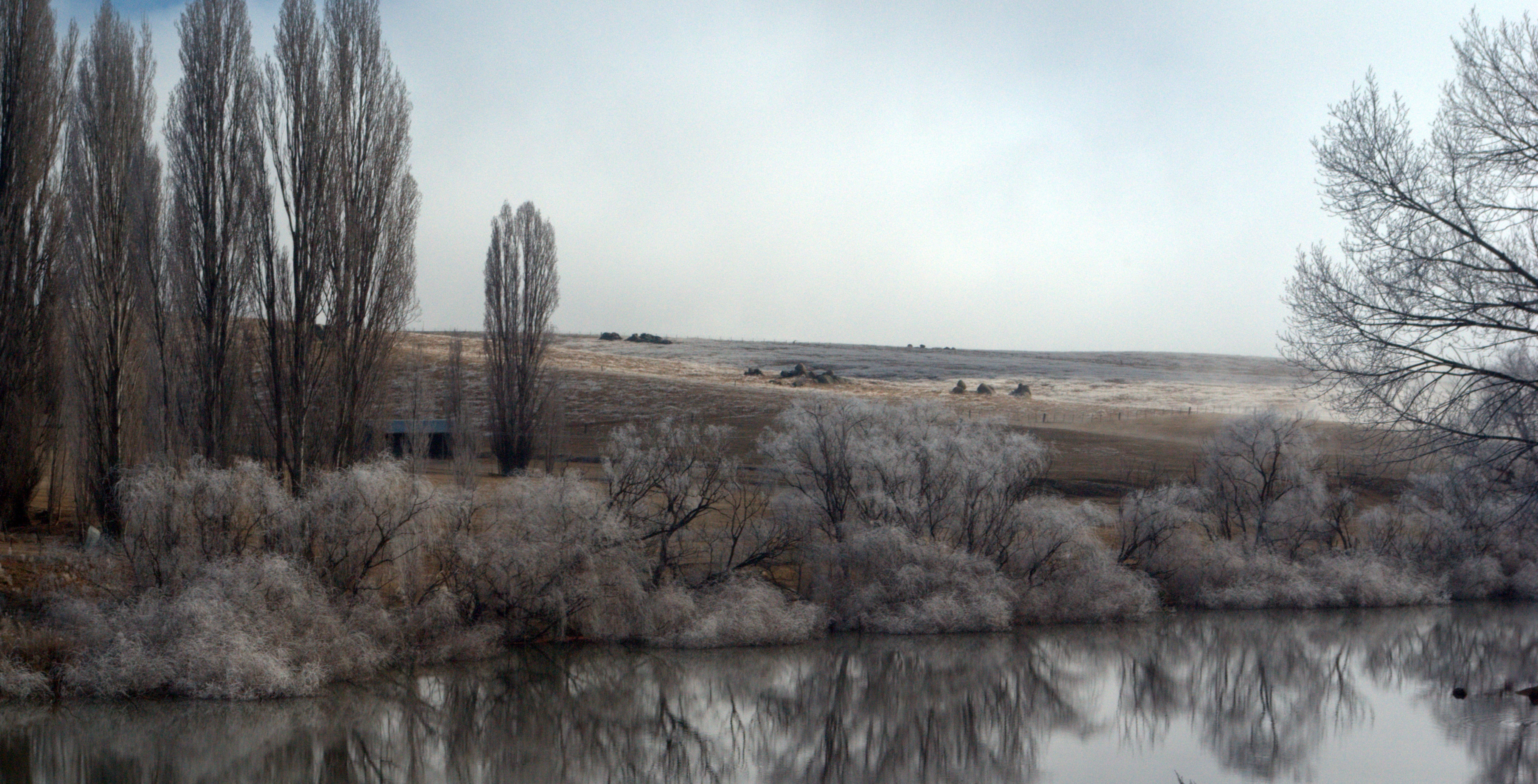
La Snowy River, vue depuis Dalgety.

## Source
- Wikipedia anglophone

1. ↑  (en) « A Guide to NSW State Archives relating to Federation », State Records New South Wales, octobre 2001 (consulté le 9 novembre 2007)
2. ↑  (en) Roger Pegrum, The Bush Capital : How Australia Chose Canberra as Its Federal City, Hale & Iremonger, 1983, 192 p. (ISBN 978-0-86806-066-8)
3. ↑  (en) Frank Welsh, Great Southern Land : A New History of Australia, Londres, Penguin Books, 2005 (ISBN 978-0-7139-9450-6, lire en ligne)